# پشتک
پُشتَک یکی از حرکات ژیمناستیک است که در آن شخص ورزشکار حول یک محور یک دور به‌گرد خود گردیده و پای خود را از فراز سر می‌گذارند.
در ورزش شنا و آکروباتیک نیز به جَستن شناوران به آب یا ورزشکاران بر زمین بدان‌گونه که در هوا به طول یک‌بار به گرد خود گردیده باشند پشتک زدن می‌گویند.
پشتک ممکن است هوایی یا زمینی باشد و می‌تواند رو به جلو، عقب، یا طرفین اجرا شود.
پشتک رو به عقب را وارو می‌گویند.
گونه کوتاهی از پشتک به نام نیم‌پشتک شناخته می‌شود.
پشتک خوب زمانی اجرا می‌شود که شخص در آغاز ارتفاع زیادی به سوی بالا بجهد و چرخش سریع و کاملی در هوا انجام داده و به صورت کنترل‌شده‌ای به زمین بنشیند.